# Districtul Wang Chan
Wang Chan (în thailandeză วังจันทร์) este un district (Amphoe) din provincia Rayong, Thailanda, cu o populație de 24.481 de locuitori și o suprafață de 395,245 km².

## Componență
Districtul este subdivizat în 4 subdistricte (tambon), care sunt subdivizate în 30 de sate (muban).
| Nr. | Nume          | În thailandeză | Sate | Locuitori |  |
| --- | ------------- | -------------- | ---- | --------- |  |
| 1.  | Wang Chan     | วังจันทร์         | 6    | 3,959     |  |
| 2.  | Chum Saeng    | ชุมแสง          | 8    | 8,463     |  |
| 3.  | Pa Yup Nai    | ป่ายุบใน         | 8    | 6,855     |  |
| 4.  | Phlong Ta Iam | พลงตาเอี่ยม      | 8    | 5,204     |  |